# Mekkeren

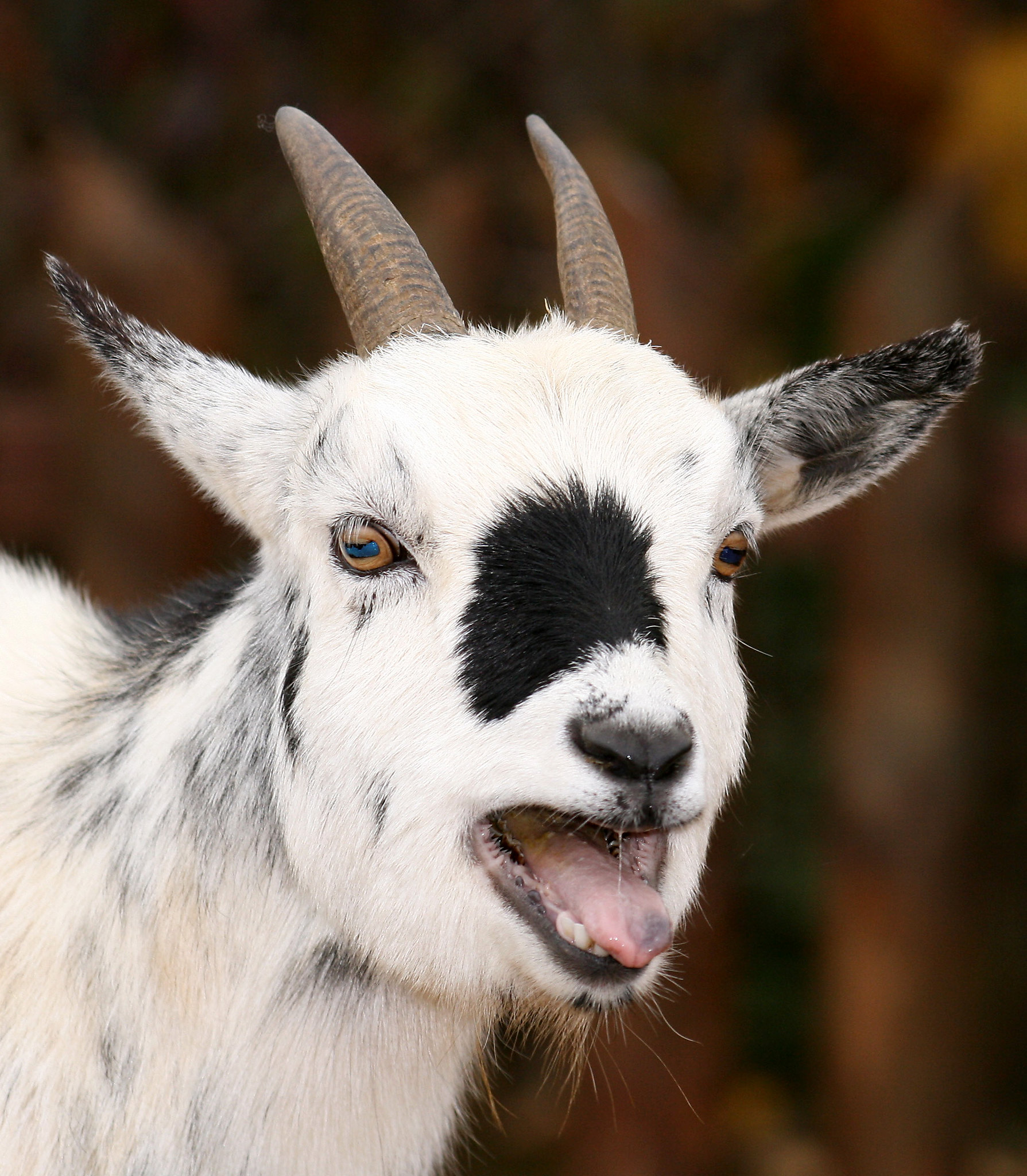
Een mekkerende geit

Mekkeren is de term die het stemgeluid van een geit aangeeft. Het is een onomatopee. Het mekkeren komt tot stand doordat de uitgeblazen lucht in snel tempo 'stuitert' tegen de stembanden in het strottenhoofd. Het is een vibrerende klank. 
Men gebruikt de term mekkeren ook wel als een persoon zeurt of doordraaft in zijn betoog (mekkeraar).
In de muziek heeft mekkeren een pendant in de bokstriller.